# Chicago Spire
Chicago Spire este un zgârie nori aflat în construcție în orașul Chicago din Statele Unite ale Americii. Construcția a început în anul 2007, dar a fost oprită în 2008 înainte să se construiască ceva din suprastructură, după planurile arhitectului spaniol Santiago Calatrava. Dacă s-ar termina, construcția de 610 metri ar fi una dintre cele mai înalte clădiri și structuri din lume.